# أسطورة كورا
أسطورة كورا أو يُدعى أيضاً أفاتار أسطورة كورا (بالإنجليزية: Avatar The Legend of Korra) هو مسلسل كارتوني (رسوم متحركة) أمريكي عرض للمرة الأولى على شبكة تلفزيون نكلوديون في 2012. تم صنعه من قبل براين كونيزكو ومايكل دانتي ديمارتينو كتكملة لآفاتار: أسطورة أنج، الذي تم بثه على نكلوديون في الفترة ما بين 2005-2008. كثير من من شاركوا في إنتاج آفاتار: أسطورة أنج شاركوا في إنتاج أسطورة كورا، منهم المصمم جواكيم دوس سانتوس والملحنين جيريمي زوكرمان وبنيامين وين.
قصة السلسلة هي مجموعة من الناس تستطيع التحكم بالعناصر الطبيعية الأربعة: الماء، الأرض، النار، الهواء. فقط شخص واحد، يمكنه التحكم بكل العناصر الأربعة معا هو أفاتار، الأفاتار يكون مسؤولا عن الحفاظ على التوازن في العالم. أفاتار هذه السلسلة هي كورا، وهي الأفاتار الذي تلي آنغ أفاتار السلسلة السابقة، تواجه كورا الاضطرابات السياسية والروحية في العالم الحديث. مثل سابقتها.
أسطورة كورا نجح نجاحا نقديا وتجاريا، كانت المقارنات مواتية مع لعبة سلسلة صراع العروش وعمل هاياو ميازاكي. حصل المسلسل أسطورة كورا على أعلى نسبة مشاهدة لسلسلة الرسوم المتحركة في الولايات المتحدة في عام 2012، كما وحصل على إشادة من قبل المراجعين لإنتاج القيم العالية ومعالجة القضايا الاجتماعية والسياسية الصعبة مثل الاضطرابات الاجتماعية والإرهاب.
أسطورة كورا يتكون من اثنتي عشرة حلقة، ولكن تم زيادة الحلقات إلى اثنتين وخمسين حلقة تم فصلها إلى أربعة فصول («الكتب»)، كل منها يحكي قصة منفصلة. انخفض معدل مشاهدة التلفزيونية في الموسم الثالث، جنبا إلى جنب مع التفاوت بين «أسطورة كورا» وبرامج نكلوديون الأخرى، توقفت نكلوديون عن عرض المسلسل في يوليو 2014. وما تبقى من الموسم كان قد عرض أسبوعيا عبر الإنترنت من خلال موقع نيكلوديون وغيرها من المواقع على الإنترنت، حيث كانت السلسلة أكثر نجاحا في الماضي.

## نظرة عامة على السلسلة
في البداية حدد أن يكون حلقات أسطورة كورا 12 حلقة فقط أي (سلسلة مصغرة). رفضت الشركة المنتجة نكلوديون إعلان سينمائي آفاتار: أسطورة أنج متابعة فيلم الرسوم المتحركة الذي كان لديه ثلاث أجزاء، ليوسعوا حلقات أسطورة كورا إلى 26 حلقة. تم توسيع السلسلة مرة أخرى في يوليو 2012 إلى 52 حلقة. يتم تقسيم الحلقات إلى أربع مواسم («كتب») تتألف من 12-14 حلقة («الفصول») لكل موسم، لكل موسم قصة. ابتداء من الحلقة 9 من الموسم 3، تم عرض الحلقات على الإنترنت أولاً بدل البث على التلفزيون. أسطورة كورا سوف ينتهي مع الموسم الرابع.
| الموسم | الموسم  | الحلقات | تاريخ البث الأصلي أو الإصدار على الإنترنت | تاريخ البث الأصلي أو الإصدار على الإنترنت | تاريخ إصدار دي في دي وقرص بلو راي | تاريخ إصدار دي في دي وقرص بلو راي | تاريخ إصدار دي في دي وقرص بلو راي |
| الموسم | الموسم  | الحلقات | بداية السلسلة                             | نهاية السلسلة                             | رموز مناطق الدي في دي1            | رموز مناطق الدي في دي2            | رموز مناطق الدي في دي3            |
| ------ | ------- | ------- | ----------------------------------------- | ----------------------------------------- | --------------------------------- | --------------------------------- | --------------------------------- |
| 1      | الهواء  | 12      | 14 أبريل 2012                             | 23 يونيو 2012                             | 9 يوليو 2013                      | 28 أكتوبر 2013                    | 4 سبتمبر 2013                     |
| 2      | الأرواح | 14      | 13 سبتمبر 2013                            | 22 نوفمبر 2013                            | 1 يوليو 2013                      | 20 أكتوبر 2013                    | قريباً                             |
| 3      | التغيير | 13      | 27 يونيو 2014                             | 22 أغسطس 2014                             | 2 ديسمبر 2014                     | 27 أبريل 2015                     | قريباً                             |
| 4      | التوازن | 13      | 3 أكتوبر 2014                             | 19 ديسمبر 2014                            | 10 مارس 2015                      | 16 نوفمبر 2015                    | قريباً                             |

### الإعداد
تدور أحداث أسطورة كورا بعد 70 سنة من أحداث السلسلة الأولى آفاتار: أسطورة أنج. يتم فصل العالم إلى أربع شعوب: (الشمال والجنوب) للماء، وبدو الهواء، مملكة الأرض، وأمة النار. ومحور المسلسل هو «التسخير»، وقدرة بعض البشر (والحيوانات) على التحكم على العنصر المرتبط بأمتهم (الماء، الأرض، النار، والهواء). ويتم التسخير باستخدام التمارين الروحية والمادية، والتي صورت في سلسلة مماثلة لفنون الدفاع عن النفس الصينية والآسيوية الأخرى.
فقط شخص واحد، هو الأفاتار، يمكنه أن يتحكم بالعناصر الأربعة. يخلق تناسخاً بين الأمم الأربعة، الأفاتار هو المسؤول عن السلام والتوازن في العالم. أفاتار أسطورة كورا هي كورا، هي فتاة تبلغ من العمر سبعة عشر عاما من قبيلة المياه الجنوبية. في الموسم الأول من هذه السلسلة، كانت كورا تتقن تسخير الماء والأرض والنار، ولكنها لم تتعلم تسخير الهواء يدرب كورا تسخين الهواء تنزن، هو أصغر ابن للأفاتار السابق آنغ وأم تنزن هي كتارا.
معظم لقطات الموسم الأول كانت في مدينة الشعب، عاصمة جمهورية الأمم المتحدة، الدولة التي نشأت بعد انتهاء الحرب التي وقعت في آفاتار: أسطورة أنج:. العاصمة، وصفت بأنها «مانهاتن إذا كان قد حدث في آسيا» من صانعي السلسلة، مدينة الشعب قدر صهر يعيش به الناس من كل الأمم. يوجد بطولة رياضية يتعارك بها المسخرون يتكون الفريق الواحد من مسخر ماء وأرض ونار، يتعارك المسخرون عن طريق التسخير وأخراج لاعبين الفريق الآخر من الحلبة للفوز. معظم الموسم الثاني يكون في المنطقة القطبية الجنوبية، والموسم الثالث في مملكة الأرض.

### ملخص
الموسم الأول، الكتاب الأول: الهواء، تدرك كورا إنها يجب أن تنتقل من نشأتها المنعزلة في القطب الجنوبي إلى مدينة الشعب لمعرفة تسخير الهواء من تنزن، الأبن الأصغر لآنغ. تتدخل كورا دوري مصارعة تسخير، وتصادق الأخوين بولين وماكو، وكذلك أسامي ساتو، وريثة شركة صناعات المستقبل. تارلوك سياسي طموح يود من كورا محاربة الانتفاضة المناهضة لغير المسخرين، التي يقودها آمون، يستطيع آمون سحب قدرات التسخير من المسخر. كورا وأصدقائها، وبمساعدة قائدة الشرطة لين بيفونغ والقوات المتحدة بقيادة الجنرال إيرو، نجحو باكتشاف أن آمون شقيق تارلوك، وإنهاء انقلاب غير المسخرين. بعدها تلتقى كورا روح الأفتار السابق آنغ، يعيد آنغ قدرة التسخير لكورا بعد أن أخذها آمون ويعطي لكورا قدرة إعطاء وسحب قدرة التسخير من المسخرين.
الموسم الثاني، الكتاب الثاني: الأرواح، يبدأ الموسم بظهور أرواح مظلمة ترعب بحاري السفن في البحر. كورا تختار أونالاك عمها وقائد قبيلة الماء الشمالية لكي يدربها على السيطرة على الأرواح، أونالاك يطلب من كورا فتح بوابة الأرواح الجنوبية لكي تطهر الجنوب. يتضح بعدها أن أونالاك يخدع كورا بعد جلبه لأسطول قواة الماء الشمالية للسيطرة على قبيلة الماء الجنوبية، تبدء حرب أهلية. الجنوبيون يهاجمون أونالاك لكنهم يفشلون في قتله، تتجه كورا وأصدقائها نحو مدينة الشعب لطلب المساعدة في تحرير الجنوب من رئيس مدينة الشعب لكنه يرفض، تتجه كورا بعدها نحو مملكة النار لطلب المساعدة لكن يهاجمها روح مظلمة كبيرة تغرق كورا، بعدها يساعد كورا مسخري النار ليتضح أن كورا فقدت الذاكرة يضع مسخري النار كورا في مكان مقدس للتواصل مع أول أفاتار يخبر أول أفاتار كورا عن قصة حياته وكيف أصبح الأفتار الأول وكيف أندمج مع رافا ليهزم فاتو، تعرف كورا أن أونالاك يريد تحرير فاتو. إيسكا وديسنا أولاد أونالاك يساعدان كورا، بعدها أونالاك ينجح في تحرير فاتو خلال التقارب متناسق (أي أجتماع الكواكب في خط واحد). يندمج فاتو مع أونالاك ليتكون أو أفتار ظلام، كورا تقاتلهما، لكنها تفشل في القضاء عليهما، ولكن بمساعدة من أبنة تنزن، جينورا، ينهرم أونالاك وفاتو. كورا تبقى بوابة الأرواح مفتوحة، من أجل التعايش بين من جديد بين الأرواح والبشر. بعد المعركة الأخيرة تفقد كورا قدرة التواصل مع الأفتارات الأخرين.
الموسم الثالث، الكتاب الثالث: التغيير، يبدأ بعد أسبوعين من الموسم الثاني، نتيجة للتقارب المتناسق يظهر مسخري هواء جدد. كورا وأصدقائها يحاولون ضمهم ليدربهم تنزن، يهرب مجرم خطير أسمه زهير من السجن، يحرر حلفائه غازان، مينغ هوا، وبيلي، يحاولون خطف كورا. لكنهم يفشلون بمساعدة شقيقة لين (سون بيفونغ)، شقيقتها المبعدة سابقاً التي هي قائدة مسخري المعادن في مملكة الأرض. زهير وفريقه - أعضاء اللوتس الأحمر، جمعية سرية مخصصة لإسقاط جميع السلطات - يقتلون ملكة الأرض، مما تسبب في بدء الفوضى في باسينغ سي، يحاول زهير وفريقه إجبار كورا للإستسلام بخطف مسخري الهواء، بما في ذلك ابنة سون في أوبال. في المواجهة النهائية، يُقتل كل حلفاء زهير، لكنه يقترب من تحقيق هدفه بقتل كورا، التي من شأنه إيقاف سلالة الأفتار. في نهاية المطاف، على الرغم من انه تم القبض عليه بمساعدة من مسخري الهواء بمساعدة جينورا. بعد أسبوعين، كورا مصابة بشلل كامل، يتم ترقية جينورا إلى معلمة هواء، من قبل أبيها تنزن.
الموسم الرابع: يبدا الموسم الرابع بعد 3 سنوات من الموسم الثالث حيث ان مملكة الأرض تتداعى، بعد قتل زاهير لملكة الأرض
تبدا الفوضى والجرائم والانقلابات بالانتشار في باسينغ سي ومملكة الرض مما حتم وجود شخصية قيادية تعيد مملكة الأرض إلى النظام. هنا تظهر كوفيرا وهي رئيسة حراس زاوفو لكنها أصبحت قائدة عسكرية قاتلت 3 سنوات وجلبت التوازن لمملكة الأرض وقد وثق بها قادة العالم لذا عينوها قائدة لمملكة الأرض مؤقتا وبولين يعمل معها اما كورا فرحلت إلى القطب الجنوبي للعلج عند كتارا اما ماكو فقد وكل لحماية الأمير وو الوريث
الشرعي لعرش مملكة الأرض. لكن تبدا المشاكل حين ترفض كوفيرا التنحي وتزحف بقيادة جيشها إلى زاوفو ثم تاسر سو وعائلتها لذا علم بولين ان كوفيرا طاغية فترك العمل معها مما حتم على تنزن ان يرسل ابنائه ليجدوا كورا. تتخلص كورا من السم بمساعدة توف بي فونغ ام سو ثم تقاتل كوفيرا لكن لايزال زاهير يلاحق كورا في كوابيسها مما عطل قواها. لذا تقرر كورا ان تذهب للسجن وتواجه زاهيير وبالفعل ساعدها زاهير على الدخول في حالة الافاتار. تعود كورا لمدينة الشعب لكنها تكتشف ان كوفيرا بعد احتلالها زاوفو اتت بكامل جيشها إلى مدينة الجمهورية ومعها جهاز ليزري عملاق. تدمر كوفيرا وجيشها المدينة لكن كورا وتنزن وجينورا وبولين وماكو واسامي يتسللون إلى سلاح كوفيرا ويحطموه ثم تقاتل كورا كوفيرا وتغلبها. ثم ينفجر سلاح كوفيرا ونتيجة الانفجار تفتح بوابة ارواح جديدة في مدينة الجمهورية تستسلم كوفيرا لمدينة الجمهورية وتسجن. بعد ذلك انفصل كورا وماكو عن بعضهما لكن يبقيان صديقان. انقذت كورا مدينة الجمهورية وغيرت العالم أكثر مما فعل أي افاتار.

## الطاقم والشخصيات
- كورا: (بالإنجليزية:Korra) (بالصينية:寇拉) هي أفاتار من قبيلة الماء الجنوبية جاءت بعد آنج وسافرت إلى مدينة الجمهورية لتتعلم تسخير الهواء من ابن آنج تنزن واحد من أفراد مجلس جمهورية الأمم المتحدة.
- ماكو: (بالإنجليزية:Mako) (بالصينية:信) هو مسخر نار من مدينة الجمهورية، وأحد أعضاء فريق الأفاتار كورا وأحد أفراد فريق النموس النارية.
- بولِن أو بولين:(بالإنجليزية:Bolin) (بالصينية:波霖) هو مسخر أرض واكتشف انه مسخر حمم أيضا. من مدينة الجمهورية وأحد أعضاء فريق الأفاتار كورا وأحد أعضاء فريق نموس النار.
- أسامي ساتو:(باليابانية:佐藤麻美) (بالإنجليزية:Asami Sato) هي ابنة مؤسس الصناعة في مدينة الجمهورية هيروشي ساتو، وأحد أفراد فريق الأفاتار كورا وحبيبة ماكو السابقة.
- تنزن:(بالإنجليزية:Tenzin) (بالصينية:丹增) أو ابن آنج الصغير ومسخر الهواء الوحيد (اكتسب اخوه الأكبر بومي قدرة تسخير الهواء في الجزء الثالث)من أبناءه وأحد أعضاء مجلس مدينة الجمهورية وأحد مسخري الهواء القليلين في العالم ومدرب الأفاتار كورا لتسخير الهواء.

## وصلات خارجية
- الموقع الرسمي
- أسطورة كورا على موقع IMDb (الإنجليزية)
- أسطورة كورا على موقع ميتاكريتيك (الإنجليزية)
- أسطورة كورا على موقع روتن توميتوز (الإنجليزية)
- أسطورة كورا على موقع نتفليكس (الإنجليزية)
- أسطورة كورا على موقع كينوبويسك (الروسية)
- أسطورة كورا على موقع ألو سيني (الفرنسية)
- أسطورة كورا على موقع قاعدة بيانات الفيلم (الإنجليزية)
- أسطورة كورا في قاعدة بيانات الرسوم المتحركة الكبيرة
- أسطورة كورا في استوديو مير (استوديو إنتاج الرسوم المتحركة)